# (240871) MOSS
(240871) MOSS est un astéroïde de la ceinture principale aréocroiseur.

## Description
(240871) MOSS est un astéroïde aréocroiseur. Il présente une orbite caractérisée par un demi-grand axe de 2,42 UA, une excentricité de 0,33 et une inclinaison de 21,7° par rapport à l'écliptique.

## Compléments